# ماري تك
ماري من تك (بالإنجليزية: Victoria Mary Augusta Louise Olga Pauline Claudine Agnes of Teck) (فيكتوريا ماري أوغستا لويز أولغا بولين كلودين أغنيس، ولدت في 26 مايو عام 1867 – توفيت في 24 مارس عام 1953) كانت زوجة الملك-الإمبراطور للمملكة المتحدة جورج الخامس وبذلك تكون الملكة القرينة في المملكة المتحدة والمستعمرات البريطانية (دومينيون) والإمبراطورة القرينة في الهند، منذ ولادتها كانت أميرة قلعة تك، في مملكة فورتمبيرغ، وحصلت على اللقَب التَشريفيّ صاحبة السمو الأميري. كانت تدعى [ماي] في عائلتها بصورة غير رسمية تيمناً بالشهر الذي ولدت فيه (مايو).
ولدت ماري ونشأت في إنجلترا بسبب أن والدها الذي ينحدر من أصل ألماني كان متزوجا أميرة من العائلة البريطانية المالكة. عند بلوغها سن الرابعة والعشرون كانت مخطوبة من الأمير ألبرت فيكتور دوق كلارنس وأفوندال وهو وريث العرش البريطاني، ولكنه توفي على نحو مفاجئ بسبب الإلتهاب الرئوي وكان ذلك عقب ستة أسابيع من أعلان الخطوبة وفي السنة التالية أصبحت مخطوبة لولي العهد الجديد جورج، شقيق ألبرت. قبل تولي الملك العرش، لقبت على نحو متتالي بـ دوقة يورك ودوقة كورنوال وأميرة ويلز ولقبت بالملكة القرينة منذ 1910، اعتنت بزوجها طوال مشاكله الصحية، ودعمته أثناء الأوقات العصيبة في الحرب العالمية الأولى وكذلك أثناء التغييرات السياسية الهامة التي ظهرت كنتيجة للحرب وظهور الاشتراكية والقومية في إنجلترا، عقب وفاة جورج الخامس في 1936، أصبح ابنها الأكبر إدوارد هو الملك-الإمبراطور، ولكنه تخلى عن العرش في نفس السنة لأجل الزواج من سيدة المجتمع الأمريكية والمطلقة مرتين واليس سمبسون. قدمت الملكة الدعم لألبرت ابنها الثاني، الذي ورث العرش باسم جورج السادس حتى وفاته في 1952. توفيت ماري في السنة التالية، في بداية حكم حفيدتها إليزابيث الثانية للملكة المتحدة. وبذلك خلال فترة قصيرة، كان هناك ثلاث ملكات في البلد: ماري نفسها وزوجة ابنها الملكة إليزابيث الأم وإليزابيث الثانية.
كانت معروفة بتحديد طابع العائلة المالكة البريطانية كنموذج للشكلية والمِلْكِيَّة، خاصة خلال المناسبات الرسمية.

## نشأتها

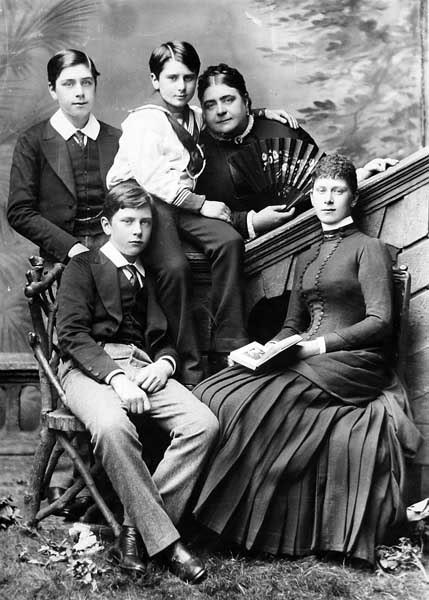
الأميرة ماري ابنة فرنسيس، دوق تك مع أمها وإخوتها

ولدت الأميرة فيكتوريا ماري (ماي) في 26 مايو عام 1867 في قصر كنسينغتون بلندن. كان أبوها هو الأمير فرانسيس دوق تك وابن الدوق ألكسندر الفورتمبيرغي وزوجته المرغنطية الكونتيسة كلودين ريدي فون كيس-ريد، في حين والدتها كانت الأميرة ماري أديلايد، الابنة الثالثة للأمير أدولفوس، دوق كامبريدج والأميرة أوغستا حفيدة فريدرش الثاني لاندغراف هيسن-كاسل، كانت والدتها ابنة خال للملكة الدنمارك لويز من هسن-كاسل، عمدها تشارلز توماس لانغلي، رئيس أساقفة كانتربري، في الكنيسة الملكية لقصر كنسينغتون في 27 يوليو 1867. كان عرابوها هم الملكة فكتوريا وأمير ويلز (الذي أصبح فيما بعد الملك إدوارد السابع وحماها) وجدتها لأمها الأميرة أوغستا حفيدة فريدرك الثاني، لاندغراف هيسن-كاسل، دوقة كامبريدج.
حسب كاتب السير الذاتية الإِنْجلِيزِيّ البابا-هينيسي، فإن ماري قد حظت ب «تربية جيدة ولكن صارمة في نفس الوقت». وذلك لكونها البنت الكبرى بين أربعة أبناء والبنت الوحيدة بينهم، «تعلمت أن تمارس حرية التصرف والحزم واللباقة الموجودين لديها بالفطرة»، وذلك عندما كانت تقوم بحل نزاعات الشباب الصغيرة بين إخوتها الثلاث الأصغر. اعتاد أبناء تك أن يلعبوا مع أقاربهم، أبناء أمير ويلز، الذين كانو في أعمار مماثله. تربت ماي في المنزل على يدي أمها ومربيتها (مثل إخوتها، حتى تم أرسالهم فيما بعد لإكمال دراستهم في المدارس الداخلية). كانت والدتها دوقة تك تقضي معظم وقتها مع أبنائها وهو الأمر الذي كان يعد غير عادي بالنسبة لسيدة من طبقتها وعصرها ولقد أعدت ماري للمشاركة في عدة أعمال خيرية، من بينها، زيارة بيوت عامة الشعب.
مع أن أمها كانت حفيدة جورج الثالث، إلا أن ماي كانت عضو ذو أهمية قليلة داخل العائلة البريطانية المالكة. وعلى نحو آخر، لم يكن لأبيها ممتلكات شخصية مهمة وكان يحمل اللقب الملكي الأدنى كصاحب السمو الأميري بسبب زواج مرغنطي لأبويه. مع ذلك كانت أمها أميرة كامبريدج تمنح دخل سنوى برلماني يقدر ب 5000 جنيه إسترليني وكانت تتلقى أيضاً 4000 جنيه إسترليني سنوياً من أمها، دوقة كامبريدج. على الرغم من هذه المساعدات، كانت العائلة مديونة للغاية وذهبت للعيش بالخارج منذ 1883 لأجل الأقتصاد. سافرت عائلة تك عبر أوروبا وكانوا يزورون عائلات مختلفة وقضوا فترة في فلورنسا، إيطاليا، حيث أستمتعت ماي بزيارة المعارض الفنية والكنائس والمتاحف.
في 1885، عادت عائلة تك في لندن وأقاموا في وايت لودج، حديقة ريتشموند.كانت لماي علاقة وطيدة جداً بأمها وكانت تعمل كسكرتيرة لها بشكل غير رسمي، وكانت تساعدها في تنظيم الحفلات والمناسبات الاجتماعية. كانت لديها أيضاً علاقة وطيدة بخالتها، الدوقه الكبرى لمكلنبورغ - سترليتز، المعروفة سابقاً بالأميرة أوغوستا والتي كانت تكتب لها أسبوعياً. خلال فترة الحرب العالمية الأولى، ساعدتها الأميرة البريطانية مارغريت ابنة آرثر، دوق كونوت، قرينة ولي عهد السويد، بإرسال خطابات لخالتها، التي كانت تعيش بأراضي العدو في ألمانيا، حتى وفاتها في 1916.

## الإرتباطات

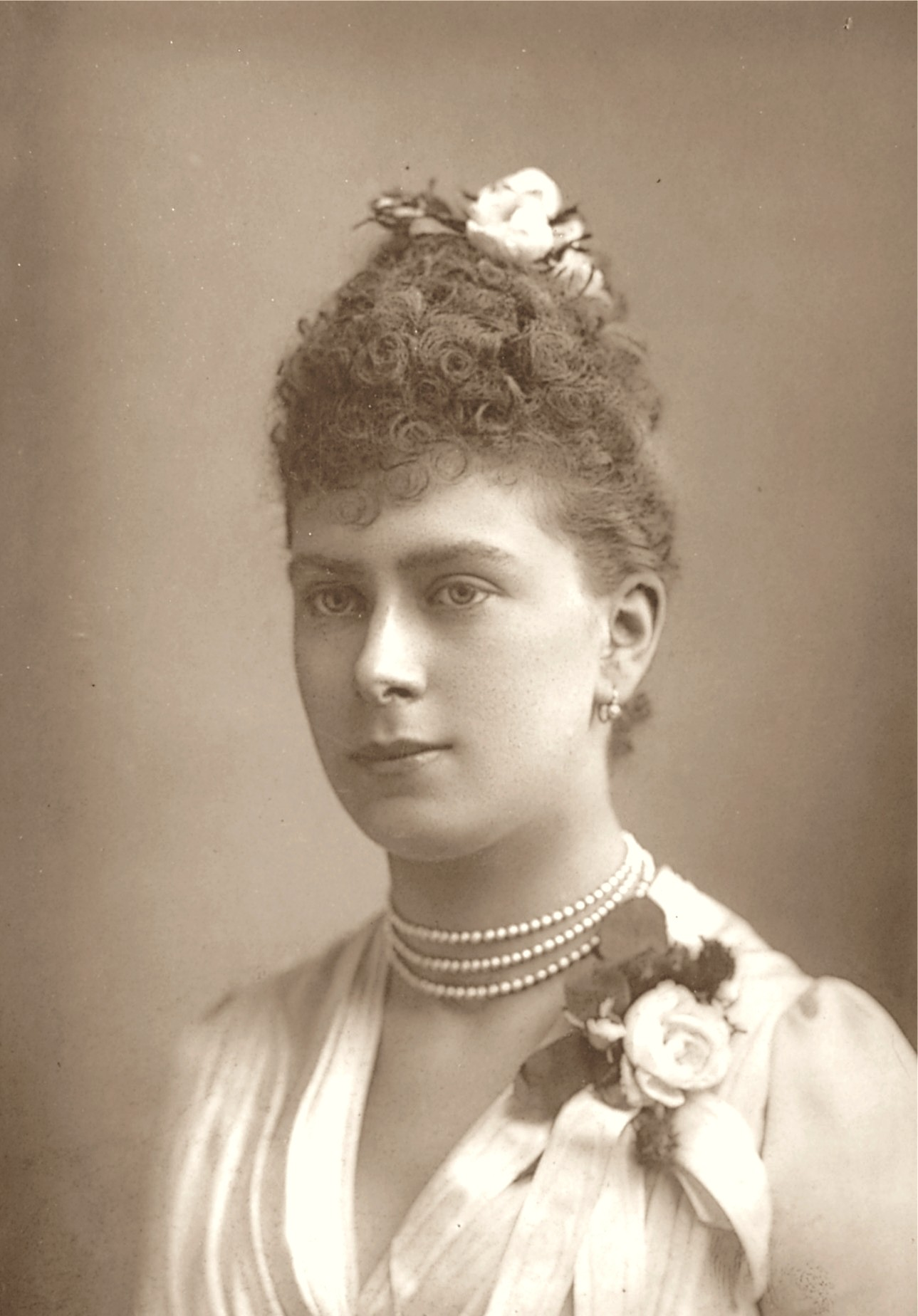
الأميرة فيكتوريا ماري ابنة فرنسيس، دوق تك، قبل فترة قصيرة من زواجها ب دوق يورك في 1893.

في ديسمبر عام 1891 كانت مخطوبة لقريبها من جهة أمها (حفيد ابنة عم والدتها)، الأمير ألبرت فيكتور، دوق كلارنس وأفوندال، الابن الأكبر لأمير ويلز. ٱِخْتِيار ماري كعروس للدوق كان يرجع من ناحية إلى المحبة الكبيرة التي كانت تشعر بها الملكة فيكتوريا تجاهها، بالإضافة أيضاً إلى شخصيتها القوية وأحساسها بالواجب، على الرغم من ذلك توفي ألبرت فيكتور بعد ستة أسابيع من الخُطُوبَة بسبب الالتهاب الرئوي، خلال جائحة الأنفلونزا التي أصابت بريطانيا العظمى في شتاء 1891-1892.
على الرغم من هذه النكسة، ظلت الملكة فيكتوريا تفضلها كمرشحة مثالية للزواج من الملك المستقبلي. توطدت علاقتها بأخي ألبرت، الأمير جورج، دوق يورك الذي صار الآن في المركز الثاني في ترتيب ولاية العرش، وقد أصبح ذلك واضحاً خلال فترة الحداد المشتركة. تمت خطبتهما في مايو 1893 وسرعان ما وقعا في حب بعضهما الآخر بعمق، وقد أصبح زواجهما ناجحا بعد ذلك. كان جورج يكتب لها يومياً عندما كانا بعيدان عن بعضهما البعض وعلى عكس والده، فإنه لم يكن له عشيقات.

## دوقة يورك
تزوج كلاً من ماري والأمير جورج في 6 يوليو 1893 في الكنيسة الملكية، قصر سانت جيمس في لندن. عقد الأحتفال بحضور العائلة المالكة البريطانية بالكامل وملوك من الكثير من الدول الأوروبية وشخصيات من أعلى طبقة النبلاء بما في ذلك الملكة فيكتوريا وكرستيان التاسع ملك الدنمارك —جد العَرِيس لأمه— ونيقولا ولي عهد روسيا وابن خالته، سار موكب الزفاف من قصر بكنجام باتجاه قصر سانت جيمس واحتشدت الجماهير طوال الطريق، الذي زين خصيصاً لأجل المُناسَبَة.،قدر أن 2.000.000 شخصاً خرجوا للشوارع لحضور مسيرة الموكب. حسب نيويورك تايمز، «فاقت الأبهة والعظمة لهذا الحدث، على أي ٱِحْتِفال رسمي آخر أُجري في الآونة الأخيرة في البلاط البريطاني». وقد أجريت الشعائر الدينية للزواج بواسطة رئيس أساقفة كانتربيري، إدوارد وايت بنسون.
أقام الدوقان الجديدان في منزل يعرف باسم يورك كوتج، يقع بأراضي ساندرينجهام هاوس في نورفك، وفي جُنح من قصر سانت جيمس. كان بيت يورك كوتج يعد متواضعاً بالنسبة للشخصيات المَلكيّة، إلا أنه كان واحداً من الأماكن المفضلة لجورج الذي كان يميل نسبياً للحياة البسيطة. خلال السنوات التالية رزق الزوجين بستة أبناء: إدوارد، المولود في 1894 الذي أصبح فيما بعد إدوارد الثامن والذي تزوج في 1937 بـ واليس سمبسون؛ وألبرت، المولود في 1895 الذي أصبح فيما بعد جورج السادس وتزوج في 1923 بـ إليزابيث باوز ليون وهو والد إليزابيث الثانية ملكة المملكة المتحدة؛ وماري، المولودة في 1897 والتي تزوجت في 1922 بـ هنري لاسيلس، إيرل هاروود؛ وهنري المولود في 1900 الذي تزوج في 1935 بـ الليدي أليس مونتاجو دوغلاس سكوت؛ وجورج، المولود في 1902 الذي تزوج في 1934 بـ مارينا الأميرة اليونانية الدنماركية (وهي ابنة عم فيليب دوق إدنبرة)؛ وجون المولود في 1905.

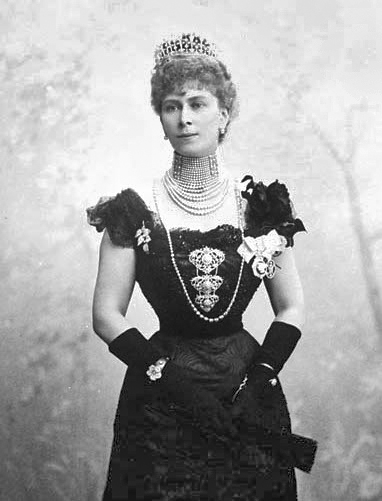
الأميرة فيكتوريا ماري، دوقة كورنوال ويورك. أوتاوا، 1901.

كانت الدوقة تحب أبنائها، وعلى الرغم من ذلك جعلتهم تحت رعاية مُربيّة كما كان يحدث عامة في العائلات من الطبقة العليا في ذلك الوقت. طُرِدت المربية الأولى لتغطرسها وطردت الثانية بسبب إساءة معاملة الأطفال؛ فقد كانت دائماً تضغط على إدوارد وألبرت ليقوما بالصراخ عندما يوشك أبويهما على اصطحابهما، ليرجعا إليها سريعاً بعد ذلك. بعد طردها، استُبدلت المربية الثانية بمساعدتها السيدة بيل، وكانت امرأة أكثر حناناً.
في بعض الأحيان، كانت ماري تعطي انطباعاً بأنها أم نائية وبعيدة عن أبنائها. في البداية لم تستطع أن تلاحظ إساءة معاملة المربية تجاة الأميرين الصغيرين إدوارد وألبرت، أيضاً أبقت ابنها الأصغر، الأمير جون، في مزرعة خاصة بولاية ساندرينجهام تحت رعاية السيدة بيل، ربما لتخفي عن العامة بأنه كان يعاني من الصرع. على الرغم من الصورة الصارمة العامة والقيود في حياتها الخاصة، فقد كانت ماري أماً حنونة في كثير من الجوانب، وكانت معتادة على كشف جانبها المرح والحنون والطائش أمام أبنائها، كما كانت تعلمهم التاريخ والموسيقى شخصياً. كتب إدوارد بمودة عن أمه في مذكراته قائلاً: «كان صوتها العذب وعقلها الناضج وغرفتها المريحة المليئة بالكنوز الشخصية هم مكونات لا يمكن فصلها عن السعادة المرتبطة بالساعة الأخيرة للطفل في يومه [...]. كانت أمي فخورة بأبنائها، وكان كل مايحدث لكل واحد منهم شئ أساسي بالنسبة لها؛ فمع ميلاد كل طفل جديد كانت أمي تبدأ بعمل ألبوم لتسجل فيه بعناية كل مرحلة تَدْرِيجِيّة لطفولتنا». مع ذلك، عبر عن رأي أقل رحمة في خطاباته الخاصة الموجهه إلى زوجته بعد وفاة أمه: «امتزج حزني بالشك في أن تكون أم بتلك القوة والقسوة مع ابنها الأكبر لعدة سنوات وكانت لاتزال تطالب بذلك حتى النهاية دون أن تلين طرف. أخشى أن السائل الذي كان يجري في عروق أمي كان دائما بارد جداً كما هو الآن وهي في مرقدها».
كدوق ودوقة يورك، كان جورج وماري لديهما عدة مهام عامة تقع تحت مسؤوليتهما. في 1897، أصبحت رئيسة رَأبِطَة حياكة لندن خلفاً لوالدتها. أسُست الرَأبِطَة في البداية كرَأبِطَة لندن في 1882، تم تغيير اسمها عدة مرات، وأخيراً أتخد اسم رئيسته في 1914.
توفيت الملكة فكتوريا في 22 يناير عام 1901، وورث ابنها الأكبر، ألبرت إدوارد الحكم كإدوارد السابع. خلال معظم ما تبقى من هذا العام، تلقى ألبرت وماري معاملة أصحاب السمو الملكي دوق ودوقة كورنوال ويورك. قاما بجولة خلال ثمانية أشهر في أنحاء الإمبراطورية البريطانية زائرين جبل طارق ومالطة ومصر وسيلان وسنغافورة وأستراليا ونيوزيلندا وموريشيوس وجنوب أفريقيا وكندا. لم يسبق لأحد في العائلة المالكة أن قام برحلة طموحة كهذه. انهارت ماري باكية بسبب ترك أبنائها في رعاية جديهم كل هذه الفترة الطويلة.

## أميرة ويلز

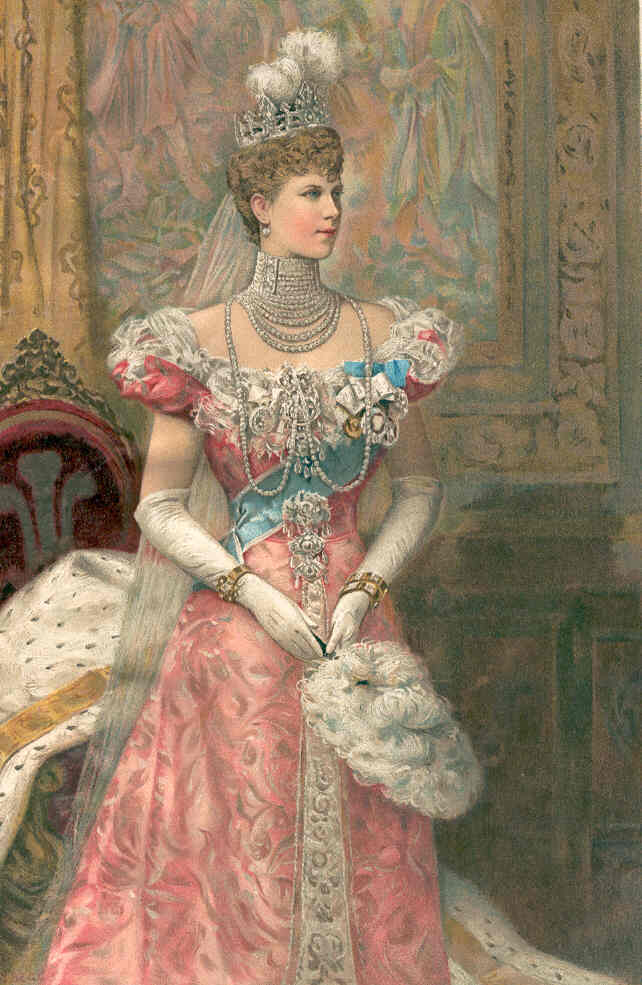
أميرة ويلز، في حفل التتويج 1902.

في 9 سبتمبر 1901، بعد تسعة أيام من عودته من بريطانيا العظمى وفي عيد ميلاد الملك الستين، أخد جورج لقب أمير ويلز. نقلت العائلة محل إقامتها من قصر ست جايمس بلندن إلى مارلبورو هاوس. رافقت ماري زوجها في رحلاته إلى الإمبراطورية النمساوية ومملكة فورتمبيرغ (موطنها الأصلي) عام 1904 بصفتها أميرة ويلز. في السنة التالية، أنجبت ابنها الأخير جون. على الرغم من أن ولادتها كانت متعسرة، إلا أنها تعافت سريعاً، ولكن ابنها حديث الولادة كان يعاني من مشاكل في التنفس.
في أكتوبر 1905 قام أمير وأميرة ويلز برحلة أخرى لمدة ثمانية أشهر، هذة المرة كانت للهند، وتركا الأطفال مجدداً تحت رعاية جديهم. عبرا عن طريق مصر في الذهاب والعودة وفي الرجوع توقفا في اليونان. تلت هذه الرحلة رحلةً أخرى كانت تقريباً على الفور متجهة إلى إسبانيا لأجل زفاف الملك ألفونسو الثالث عشر بقريبتها فيكتوريا أوجيني باتنبرغ، حيث نجا الزوجين هناك من محاولة اغتيال بأعجوبة. بعد عودتهما إلى بريطانيا العظمى سافرا إلى النرويج لأجل تتويج الملك هاكون السابع والملكة مود شقيقة جورج.

## الملكة القرينة

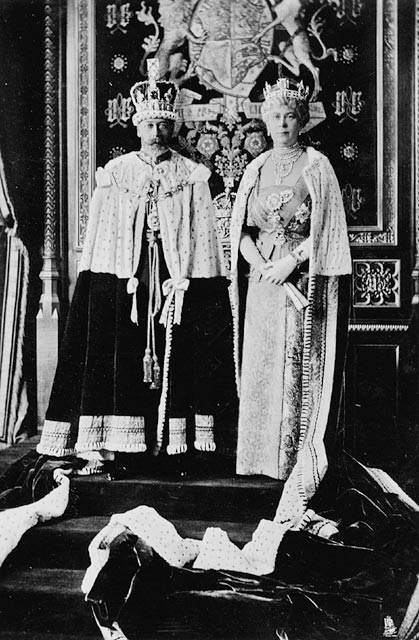
الملك جورج الخامس والملكة ماري.

في 6 مايو 1910 توفي إدوارد السابع وورث أمير ويلز العرش كجورج الخامس، وأصبحت ماري ملكة القرينة. عندما طلب منها زوجها بأن تختار واحداً من اسميها الاثنين الرسميين، فضلت فكتوريا ماري بأن لا تأخد اسم جدة زوجها الملكة فكتوريا، واختارت بأن تدعى ماري. توج الملك جورج الخامس إلى جانب الملكة ماري في 22 يونيو عام 1911 في دير وستمنستر. فيما بعد، في نفس هذه السنة، سافر الملكان الجديدان إلى الهند لأجل حضور دلهي دوربار —احتفال يقام لأجل تأييد تتويج الملوك البريطانيين—، الذي أقيم في 12 ديسمبر عام 1911؛ بعدها سافرا إلى شبه القارة الهندية كإمبراطور وإمبراطورة للهند، ورجعا إلى بريطانيا العظمى في فبراير.
جلبت لها بداية عهدها كملكة قرينة صراعات مع حماتها الملكة الأرملة ألكسندرا. على الرغم من أن الاثنتين كانتا على علاقة ودية، كانت ألكسندرا عنيدة، فطالبت بالأسبقية على ماري في جنازة إدوارد السابع، وماطلت في مغادرة قصر باكنغهام، وأحتفظت ببعض الجواهر الملكية التي من المفترض أن تمنح للملكة الجديدة.
خلال الحرب العالمية الأولى أصرت ماري على سياسة للتقشف في القصر وأقتصدت الطعام وقررت زيارة الجنود الجرحى والمُحْتَضرين في المستشفى، مما سبب لها ضغطاً نفسياً كبيراً. بعد ثلاث سنوات من الحرب ضد ألمانيا ومع الشعور المعادي للألمان في أوجه في بريطانيا، رفضت طلب حق اللجوء السياسي من العائلة الامبراطورية الروسية التي أطاحت بها الحكومة الثورية، وعلى الأرجح أن السبب في ذلك كان أن ألكسندرا زوجة القيصر كانت ألمانية. أنباء تخلي القيصر الروسي نيقولا الثاني عن العرش أعطت دفعة قوية لأولئك البريطانيين الذين يريدون استبدال النظام الملكي بالجمهوري. بعدما استخدم الجمهوريون الأصول الألمانية لزوجة القيصر كحجة للإصلاح وبسبب الشعور المعادي للألمان الذي ساد في المملكة المتحدة، تخلى جورج عن ألقابه الألمانية وأعاد تسمية البيت الملكي، من الألمانية «ساكس-كوبورج-جوثا» إلى البريطانية « وندسور»، واتُخذ هذا اللقب كلقب رسمي لكل المنتسبين للملكة فكتوريا من جهه الأب. تخلى أيضاً أعضاء آخرين في العائلة الملكية عن ألقابهم الملكية وغيروا أسماءهم إلى الشاكِلَة الأنجليزية، فعلى سبيل المثال، أصبح آل باتنبرغ وهم الأمير لويس، نجل جوليا أميرة باتنبرغ وزوجته الأميرة فيكتوريا، ابنة لويس الرابع دوق هيسن الأكبر ونسلهما يسمون بـ مونتباتن. تخلى أقارب الملكة بالمثل عن ألقابهم الألمانية واتخذوا اللقب البريطاني كامبريدج —المستمد من الدوقية التابعة لجد ماري البريطاني—. انتهت الحرب في 1918 بهزيمة ألمانيا، وتبعت بتنازُل القيصر عن العرش ونفيه.
بعد شهرين من انتهاء الحرب، توفي جون الابن الأصغر لماري وجورج في سن الثالثة عشر عاماً. عبرت عن ألمها وصدمتها في مذكراتها وفي خطاباتها المستخرجه مما نشر بعد وفاتها «رحل صغيرنا ومحبوبنا جون فجأة.[...]من الصعب تصديق أول صفعة في دائرة الأسرة، ولكن كان الناس طيبين ومتعاطفين وهذا ما ساعدنا أنا والملك بشدة» .

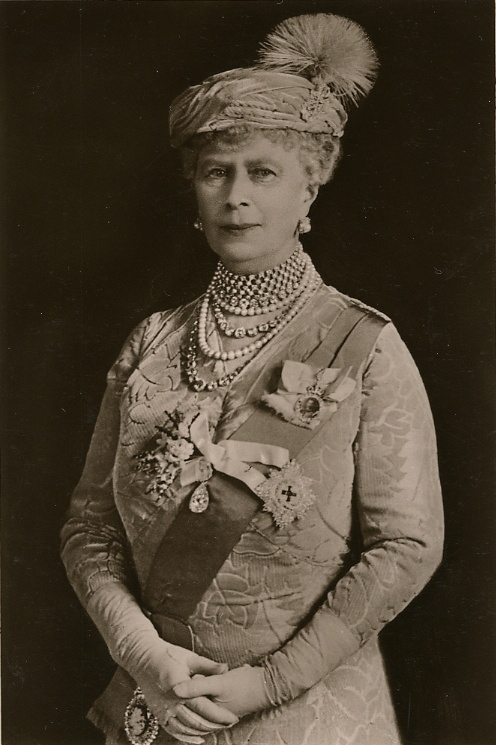
الملكة ماري، 1930.

واصلت ماري دعم زوجها بقوة خلال النصف الثاني من حكمه. ساعدته في تحضير خطاباته وأستخدمت معرفتها الواسعة بالتاريخ والملكية لأجل تقديم المشورة في أمور معينة، خاصةً تلك التي تؤثر على منصبه. أعجب جورج باجتهادها وذكائها وفطانتها. حافظت على جو الهدوء الذاتي عن طريق التواصل مع الشعب في سنوات مابعد الحرب، وهي فترة اتسمت بالاضطرابات المدنية بسبب الأوضاع الاجتماعية، مثل حرب الاستقلال الأيرلندية والقومية الهندية.
نحو نهاية عقد 1920، ازداد مرض جورج الخامس بسبب مشاكل في الرئة، التي تفاقمت بسبب التدخين المفرط، مما دفع ماري للاهتمام المركز برعايته. خلال مرضه، عام 1928، سٌئل أحد أطبائه، فاركوهار بزارد، عن من قام بأنقاذ حياة الملك ورد قائلاً: «الملكة». في 1935، بلغ الملك والملكة يوبيلهما الفضي وأقيمت احتفالات في كل الإمبراطورية البريطانية. في خطابه عن اليوبيل، قام جورج بإشادة عامة لزوجته، وقال لمحرر خطاباته: «ضع هذه الفقرة في النهاية. فأني لا أستطيع الوثوق بنفسي حين أتكلم عن الملكة عندما أفكر بكل ما أدين لها به».

## الملكة الأم
توفي جورج الخامس في 20 يناير عام 1936، بعدما أعطى له طبيبه برتراند داوسون، الفيكونت الأول داوسون من بن، حقنة ذو «تركيبة قاتلة» من المورفين والكوكايين التي من المحتمل أن تكون عجلت بوفاته. ورث ابنه الأكبر، إدوارد أمير ويلز، العرش كإدوارد الثامن. أصبحت ماري الملكة الأم رسمياً، على الرغم أنها لم تستخدم ذلك اللقب وظلت معروفة بالملكة ماري.
في نفس تلك السنة، تسبب إدوارد الثامن في أزمة دستورية عندما صرح برغبته في عقد الزواج بحبيبته الأمريكية المطلقة مرتين واليس سيمبسون. كانت ماري تستنكر الطلاق لأنه كان ضد تعاليم الكنيسة الأنجليكانية وكانت تعتبر أن السيدة سيمبسون كانت غير ملائمة كلياً لتكون زوجة ملك. بعدما تلقى إخطار رئيس وزراء المملكة المتحدة ستانلي بلدوين، وكذلك حكام المستعمرات الأنجليزية، بأنه لا يمكنه أن يبقى الملك ويتزوج واليس سيمبسون، تنازل إدوارد عن العرش. على الرغم أنها كانت مخلصة وقدمت الدعم لابنها، لم تستوعب ماري لماذا تخلى إدوارد عن واجباته الملكية لصالح مشاعره الشخصية. قُدمت السيدة سيمبسون رسمياً للملك جورج الخامس والملكة ماري في البلاط، ولكن فيما بعد رفضت الملكة أن تعاود الألتقاء بها رسمياً أو على نحو خاص. اعتبرت أنه من واجبها أن تقدم العون المعنوي لابنها الثاني، المتحفظ والمُتلَعثِم، الأمير ألبرت دوق يورك، الذي ورث العرش بدلاً من إدوارد باسم جورج السادس. كانت أول ملكة بريطانية أرملة تحضر حفل تتويج. تنازل إدوارد عن العرش لم يقلل من حبها له، لكن لم تتردد في إظهار استنكارها للضرر الذي في رأيها قام بالتسبب به لأفراد العائلة المالكة.

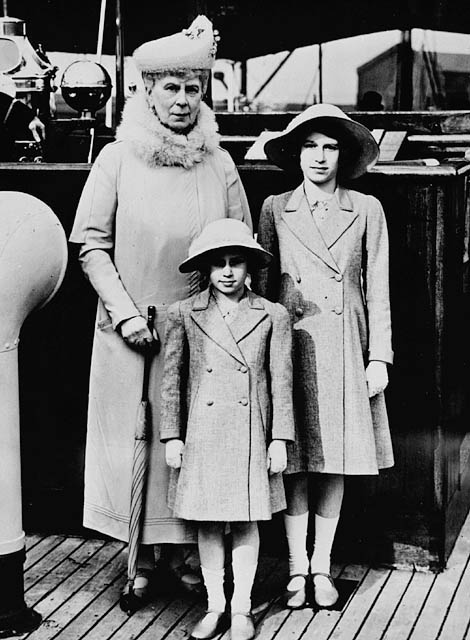
الملكة ماري مع حفيدتيها، الأميرتين مارجريت وإليزابيث

كانت الملكة ماري مهتمة بتربية حفيدتيها، الأميرة إليزابيث ومارجريت، وكانت معتادة على اصطحابهما في جولات حول لندن لزيارة المعارض الفنية والمتاحف في الوقت الذي كان والدا الأميرتين يعتبران أن ذلك أمراً غير مهماً ويظنان أنها ترهق نفسها في نظام تربوي متطلب.
خلال فترة الحرب العالمية الثانية، رغب إدوارد في أن تنتقل أمه من لندن، وعلى الرغم من أنها كانت مترددة، قررت في النهاية بأن ترحل وتعيش في بيت بادمنتون في غلوسترشير، مع ابنة أخيها ماري سومرست، دوقة بوفورت، وهي الابنة الكبرى لأخيها اللورد كامبريدج. تم نقل متعلقاتها الشخصية في ثلاثين قطعة من الأمتعة. شغل طاقم خدامها، المكون من خمس وخمسين خادم، الجزء الأكبر من البيت حتى بعد الحرب، باستثناء الغرف الخاصة للدوق والدوقة. أما الذين كانوا قد تذمروا بسبب هذه الترتيبات هم الخدم الملكيين وذلك لأنهم وجدوا أن البيت كان صغيراً للغاية، كما تسببت ماري بمضايقة ابنة أخيها عندما طلبت منها أن تزيل نبات اللَبْلاَب المُتَسَلِّق القديم من الحائط، وذلك لأنها اعتبرته غير جذاب وخطير. من بادمنتون قامت بمواصلة زيارة كتائب الجند والمصانع ووجهت بجمع النفايات لدعم جهود الحرب؛ كما كانت معروفة بأنها معتادة على حمل الجنود الذين تجدهم في عربتها خلال مسيرتها. في أغسطس عام 1942، توفي ابنها الأصغر، الأمير جورج، دوق كنت، في حادث جوي بالقرب من اسكتلندا بينما كان في خدمة نَشِطة لسلاح الجو الملكي. عادت ماري أخيراً إلى بيت مارلبورو في يوليو عام 1945، عندما أنهت هزيمة ألمانيا النازية الحرب في أوروبا.
كانت الملكة ماري متحمسة لجمع التحف واللوحات الملكية. لقد دفعت أكبر مبلغ على تقدير السوق عندما اشترت جواهر الإمبراطورة ماريا فيودورفنا أرملة ألكسندر الثالث، قيصر روسيا، ودفعت حوالي ثلاثة أضعاف المبلغ المقدر عندما أشترت زمرد عائلة كامبردج، وذلك عندما كان الزمرد في حيازة الليدي كِلموري، حبيبة أخيها المتوفى الأمير فرنسيس. في عام 1924، أنشأ المهندس المعماري، السيد أدوين لوتنس، بيت دمى الملكة ماري لأجل مجموعتها المكونة من التراكيب الفنية الصغيرة. ولقد كانت ماري موضع انتقاد بسبب ولعها بالاستحواذ على التحف الفنية لأجل تنمية المجموعة الفنية الخاصة بالعائلة المالكة؛ وقد كانت تصرح لمُستضيفيها ولغيرهم من الأشخاص بأنها معجبة بعملٍ فني ما في حوزتهم، متوقعةً منهم أن يكونوا مستعدين لوهبها إياه. كما ساعدتها معرفتها الشاسعة وبحثها الشامل في أعماق المجموعة الملكية على تحديد التحف والأعمال الفنية التي فُقدت عبر مر السنين، وذلك بسبب أن العائلة المالكة كانت تُعير الكثير من الأغراض منذ الأجيال السابقة. وهي بمجرد أن حددت عن طريق قوائم الجرد القديمة التحف المفقودة والأشخاص الذين لديهم إياها في حوزتهم، أرسلت إليهم رسائل تلتمس فيها منهم أن يردوها.

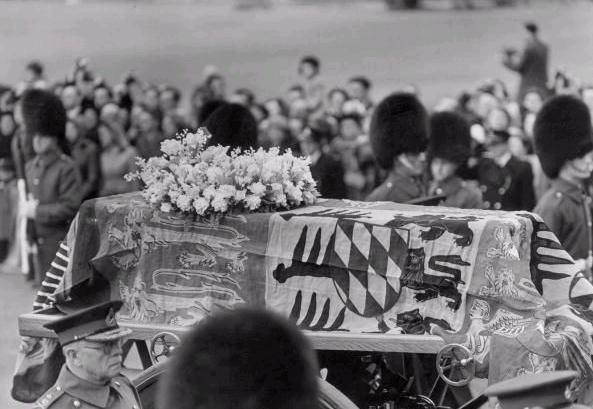
موكب جنازة الملكة ماري، 1953.

في 1952، توفي جورج السادس، وهكذا كان ثالث أبنائها وفاةً قبلها، واعتلت حفيدتها الكبيرة، الأميرة إليزابيث العرش. ثم مرضت في أواخر فبراير، وتوفيت في 24 مارس 1953 في الساعة 10:20 بينما كانت نائمة في بيت مارلبورو، بسبب سرطان الرئة— وهو مانشر للعامة كمشاكل في المعدة—، في سن الخامسة والثمانين، قبل عشر أسابيع من تتويج إليزابيث الثانية. خلال ساعتها الأخيرة أزدادت حالتها الصحية خطورة مما سبب في ضعف نبضات قلبها وأذيعت ثلاث بيانات رسمية تبلغ بتدهورها البدني. وقد أعلمت ماري عائلتها سابقاً أنه في حال موتها فإنه لا يجب تأجيل التتويج. بعدما علم بالخبر، أعلن رئيس الوزراء ونستون تشرشل عن وفاتها خلال جلسة برلمانية والتي تم تعليقها بسبب إعلان الحداد الوطني. وضع جثمانها في قاعة وستمنستر فيما بين 29 و30 مارس، حيث مر الكثير من الأشخاص (حوالي 120.000) أمام نعشها. فيما بعد عقدت مراسم الجنازة التي كان على رأسها رئيس أساقفة كانتربري، جيفري فرانسيس فيشر، وأذاعتها بي بي سي. دفنت إلى جوار زوجها في صحن كنيسة القديس جورج بقلعة وندسور.
في أغسطس عام 1953 تم الكشف عن أنباء بأنها تركت في وصيتها ثروة بقيمة 379,864 جنيه إسترليني، وهو الأمر الذي نشره سجل الوصايا الرئيسي في لندن.

## الإرث
كتب السيد هنري تشانون: «فيما يتعلق بالسياسة...كانت رائعة ومرحة ومُحَنّكة وفي الحقيقة كانت سامية تقريباً، على الرغم من كونها قاسية القلب وجادة. لكنها كانت ملكة رائعة».

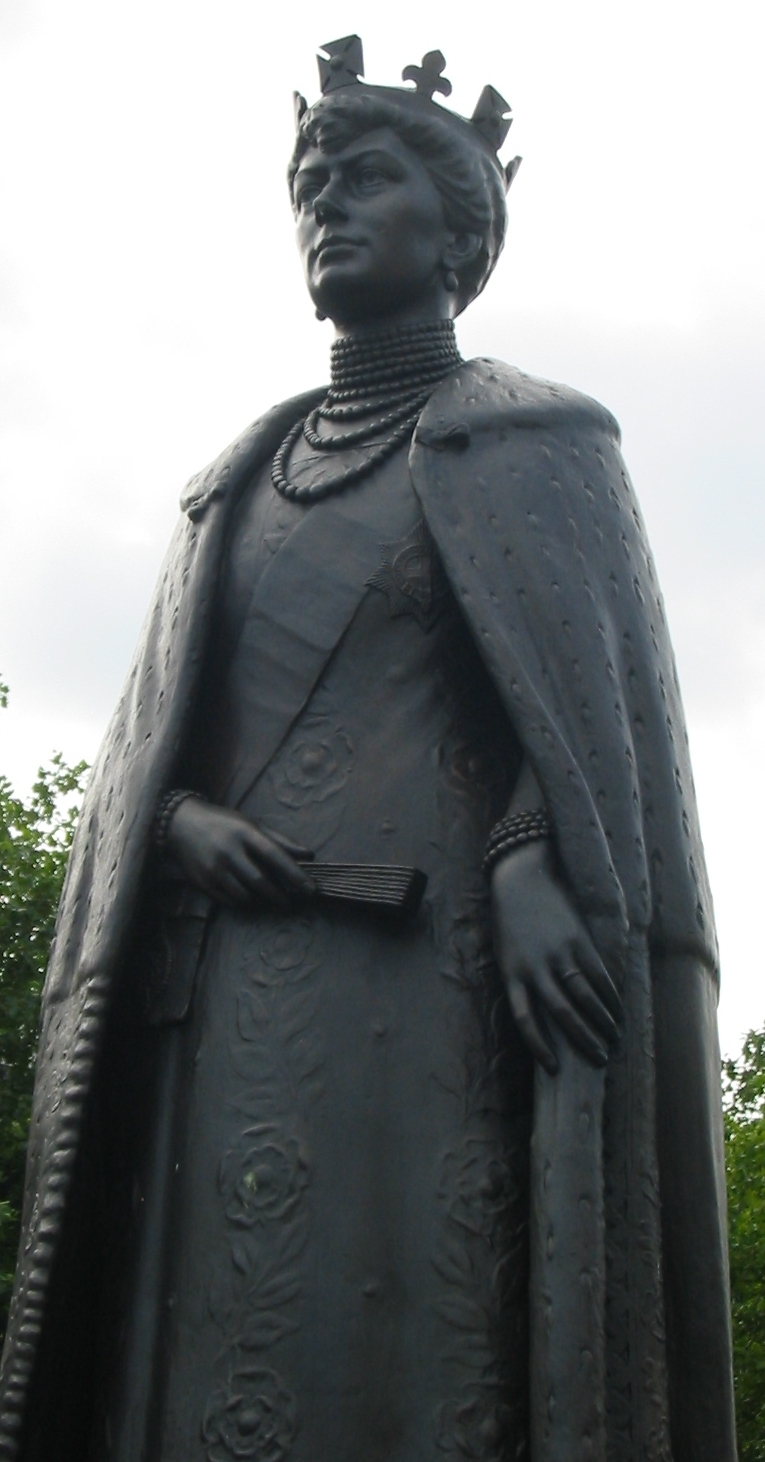
تمثال الملكة ماري في لندن.

سمي على شرفها البواخر آر إم إس كوين ماري وآر إم إس كوين ماري 2 والسفينة الحربية للبحرية الملكية البريطانية، أتش إم إس كوين ماري، التي دمرت في معركة يولند عام 1916؛ وكلية الملكة ماري (جامعة لندن)،؛ ومستشفى الملكة ماري، هونغ كونغ؛ وخزان مائي كوين ماري، سري، المملكة المتحدة؛ وقمة جبل كوين ماري، أطول جبل بتريستان دا كونا وأرض كوين ماري، القارة القطبية الجنوبية.
مثلت مجموعة من الممثلات البريطانيات الملكة ماري في المسرح والسينما والتلفاز، من بينهم ويندي هيلر في تاج الزوجية، وفلورا روبسون في قصة الملك، وبيغي أشكروفت في إدوارد والسيدة سيمبسون، وفيليس كالفرت في المرأة التي أحبها، وغاي براون في رجال الملك، وايلين اتكينز في بيرتي وإليزابيث، وميراندا ريتشاردسون في الأمير الضائع، ومارغريت تايزاك في واليس وإدوارد، وكلير بلوم في خطاب الملك.

## الألقاب التشريفية وأساليب المخاطبة ومراتب الشرف وشعارات النبالة

### الألقاب التشريفية وأساليب المخاطبة
منذ ولادتها، كانت ماري ابنة دوق تك تعتبر أميرة في مملكة فورتمبيرغ، وحائزة على اللقَب التَشريفيّ صاحبة السمو الأميري. بعد زواجها وقبل أن يصل زوجها إلى العرش، أصبحت على التوالي دوقة يورك ودوقة كورنوول وأميرة ويلز مع حصولها على أسلوب المخاطبة صاحبة السمو الملكي. في 6 مايو عام 1910، أي بعد وفاة إدوارد السابع، أعتلى جورج الخامس العرش وأصبحت ماري الملكة القرينة في المملكة المتحدة، وأصبحت تخاطب بلقب صاحبة الجلالة.

### مراتب الشرف
حصلت ماري على عدة مراتب شرف وأوسمة، سواء كانت بريطانية أم أجنبية، من بينهم، قُلدت كالسيدة الرفيقة لوسام فرسان الرباط في 1910 —أهم وسام بريطاني—، وكسيدة الوسام الملكي فكتوريا وألبرت، وكرفيقة الوسام الإمبراطوري تاج الهند، بالإضافة إلى سيدة وسام ماري لويس، وغيرهم.

شعار النبالة للملكة ماري.

### شعارات النبالة
في شعار المملكة المتحدة ضُمت شعارات النبالة الخاصة بعائلتها: في الربع الأول والرابع ضُمت شعارات جدها، صاحب السمو الملكي الأمير أدولفوس، دوق كامبريدج وهي الشعارات الملكية المستخدمة في بيت هانوفر، في الربع الثالث والرابع، ضُمت شعارات أبيها صاحب السمو فرنسيس، دوق تك.

## روابط خارجية
- ماري تك على موقع IMDb (الإنجليزية)
- ماري تك على موقع الموسوعة البريطانية (الإنجليزية)
- ماري تك على موقع مونزينجر (الألمانية)
- ماري تك على موقع ميوزك برينز (الإنجليزية)
- ماري تك على موقع إن إن دي بي (الإنجليزية)
- ماري تك على موقع ديسكوغز (الإنجليزية)
- ماري تك على موقع قاعدة بيانات الفيلم (الإنجليزية)